# Eresing
Eresing è un comune tedesco di 1 750 abitanti, situato nel land della Baviera.